# Farmacologia sumèria

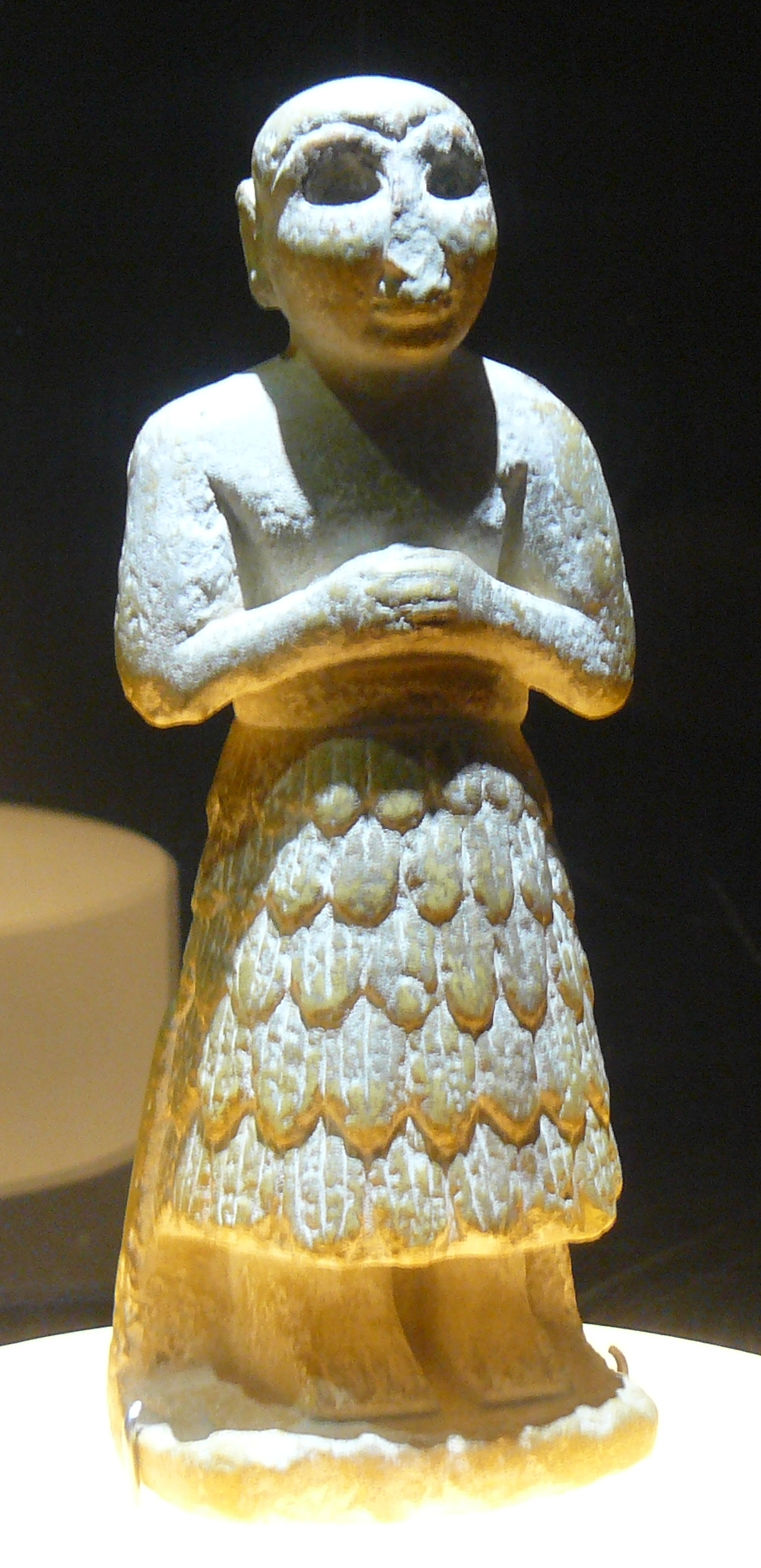
Sacerdot sumeri

La farmacologia sumèria (del grec: pharmacon (φάρμακον), 'fàrmac', i logos (λόγος), 'ciència'; de l'accadi Šumeru; en sumeri cuneïforme: 𒆠𒂗𒂠 ki-en-gi, aproximadament: "KI" = 'terra' o 'país', "EN" = 'senyor', "GI" = 'canya' o 'canyar') és una forma de teràpia basada principalment en mètodes magicoreligiosos, com rituals, prediccions astronòmiques o assimilació d'estacions de l'any i déus amb malalties. Les seues tècniques més empíriques són l'ús de substàncies animals, vegetals i minerals (predominantment vegetals) per al tractament d'algunes afeccions. L'ús farmacològic s'emprava sense cap assaig ni coneixement científic (només per observació).

## Història

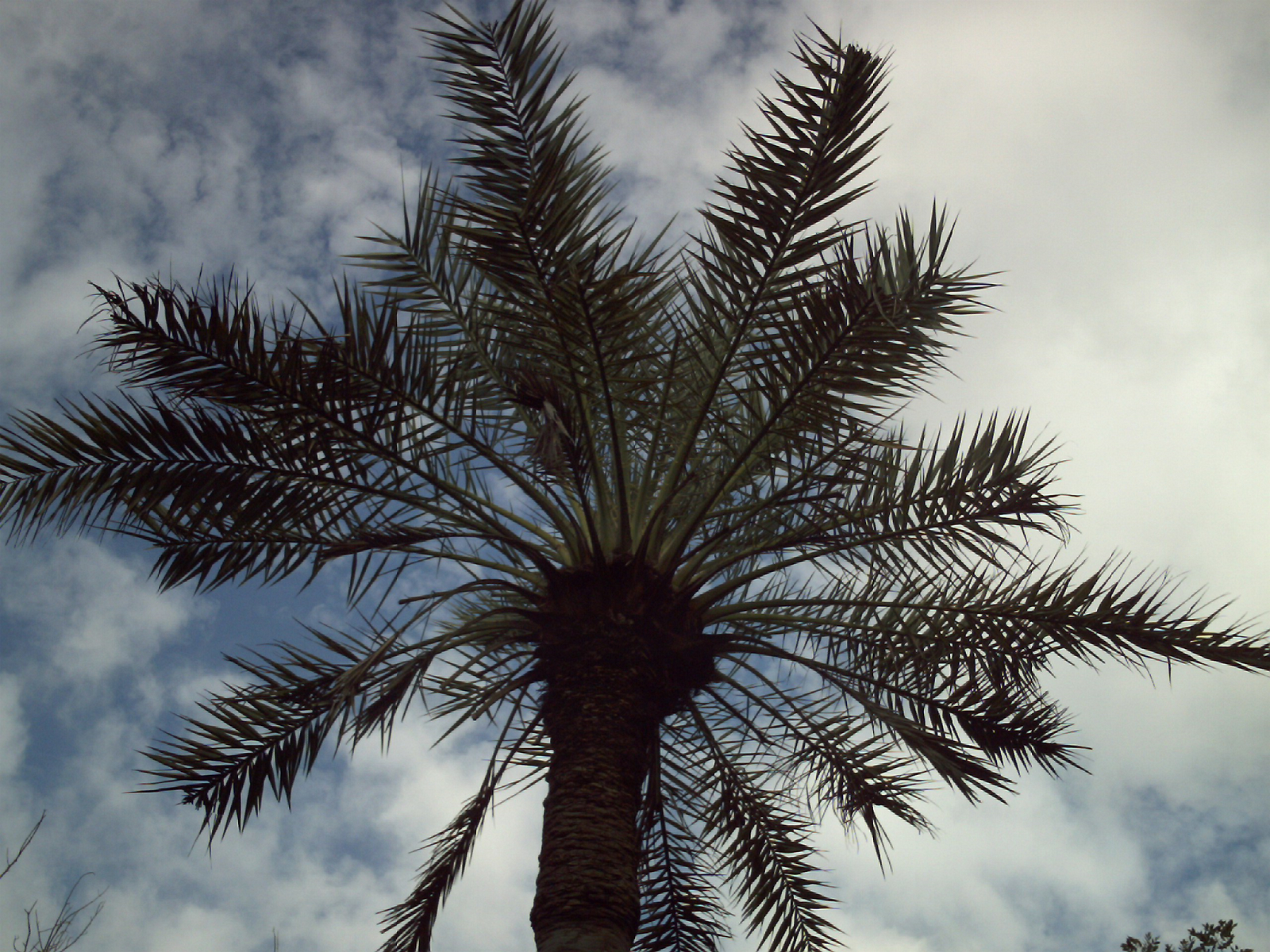
Datiler

La cultura sumèria naix entre la fi del Neolític (6700 ae) i el naixement de la cultura Uruk (4000-3200 ae). Els sumeris assoliren un gran desenvolupament en la ciència que va contribuir en gran manera a l'avanç en Occident i Orient. L'arqueologia ha anat trobant tauletes i utensilis que han permés conéixer la descripció de la seua cultura i comportament.
La farmacologia sumèria es va formar gairebé per complet amb principis empírics, és a dir, basats en l'experiència, en què l'assaig, l'error i la paciència eren la base fonamental i la justificació religiosa o màgica com l'única explicació vàlida. Una tauleta trobada a Nippur, enterrada durant més de quatre mil anys, ha estat considerada el primer manual de medicina. S'hi troben fórmules químiques i màgiques per al tractament de malalties. La farmacologia sumèria usava substàncies vegetals, animals i minerals per a la fabricació de medicaments i finalitats terapèutiques per a les patologies de cada regió.

## Matèries primeres de la farmacologia sumèria

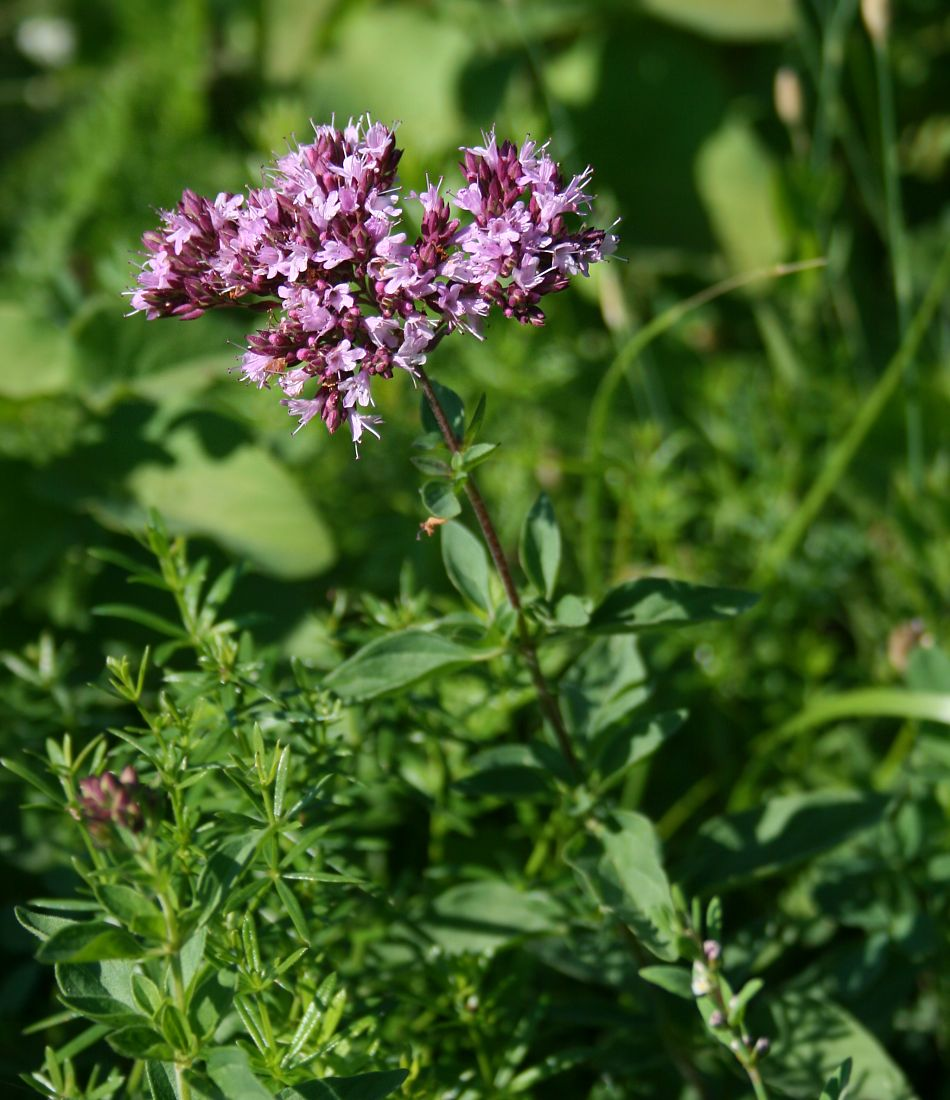
Orenga

Els minerals favorits n'eren el clorur de sodi (sal marina) i el nitrat de potassi (salitre). Entre els productes animals usaven la llet, la pell de serps, les escates de tortugues, però la majoria dels seus remeis eren obtinguts a partir de vegetals tals com: orenga, asafètida, arbres com el salze, pi, figuera i el dàtil, dels quals es preparava l'arrel, les branques o l'escorça i es conservaven en pols o de manera sòlida. Altres remeis que també feien eren ungüents per a ús extern i altres de líquids per a ús intern.

## Preparació farmacològica
Procedien a polvoritzar de manera integral els ingredients, després impregnaven la pols obtinguda amb vi, i abocaven en aquesta mescla oli vegetal ordinari, i oli de porc; una vegada obtingut el resultat, el podien consumir oralment.
Amb la finalitat d'extreure els elements requerits, el metge sumeri feia bullir el material curatiu en aigua; després hi agregava àlcali i sals, per separar les matèries orgàniques; la mescla se sotmetia a filtració: al malalt se li administrava per mitjà del filtre, després es fregava amb oli i s'hi afegien substàncies complementàries. A més, es donava un component al malalt perquè facilités l'absorció del remei que gairebé sempre era cervesa. A la tauleta, es palesa que els sumeris tenien grans coneixements de química, ja que els seus processos en depenien.
Però els remeis eren de poc valor, perquè en cap text s'explica a quines malalties s'apliquen específicament cadascú; tampoc se n'especifica la dosi, ni la freqüència d'aplicació.